# Горпина (музичний гурт)
«Горпи́на» (пол. Horpyna) — польський фольк-роковий гурт із Ольштина.
Колектив виник 1998 року в середовищі студентів, назву було взято з роману Генрика Сенкевича «Вогнем і мечем», де Горпиною звали відьму з Чортового Яру. Музиканти грають суміш межового українського фольку з авторськими композиціями, більшість текстів гурту є україномовними.
Гурт видав п'ять альбомів, музиканти виступали в Польщі, Україні, Чехії, Німеччині, Росії та Франції.

## Учасники
Теперішні
- Влодек Купер — вокал
- Богдан Артимович — труба
- Олександр Пестовський — перкусія
- Моніка Бещинська — скрипка
- Рафал — гітара
- Пйотр Кулявчик — бас-гітара

Колишні
- Адам Стельмах — труба
- Лукаш Ґрушицький — гітара

## Дискографія
- 1999 — Tecze woda (Тече вода)
- 2002 — Hoca-drała (Гоца-драла)
- 2002 — Z Rizdwom Chrystowym (З Різдвом Христовим)
- 2005 — FOLK&ROLL (ФОЛЬК&РОЛЛ)
- 2010 — Fajna jazda (Весела поїздка)